# Joey Smallwood
Joseph Roberts (Joey) Smallwood (né le 24 décembre 1900, mort le 17 décembre 1991) est un homme politique de Terre-Neuve, la principale force derrière l'intégration de celle-ci dans la fédération canadienne en 1949 et le premier ministre de la province entre 1949 et 1972. Smallwood demeure un personnage controversé à Terre-Neuve-et-Labrador, à la fois pour son rôle dans la fin de l'indépendance de la province et pour ses actions en tant que premier ministre. Il s'appelait lui-même « le dernier Père de la Confédération ». De tous les premiers ministres canadiens et provinciaux depuis le début de la Confédération, Smallwood est celui qui détient le record de longévité pour avoir occupé ce poste pendant 23 ans. Le 6 juin 1964, il est initié à la franc-maçonnerie, dont il devient un membre très actif .